# Монблан (десерт)
Монблан (фр. Mont-Blanc) — десерт, що складається з безе, збитих вершків і каштанової пасти.
На основу із меренги гіркої укладається вермішеллю каштанова паста, а потім на вершину гори кладеться трояндочка збитих вершків. Одержаний десерт нагадує найвищу вершину Європи в сніговій шапці, звідки страва і отримала свою назву. В Італії (на імовірною батьківщині страви) цей кондитерський виріб називається Monte Bianco, так само як і гора Монблан італійською мовою. Ідею «Монблан» підхопив Мангеймський морозивник Даріо Фонтанелла, який придумав в 1969 році морозиво-спагеті.

## Історія
Пюре з варених каштанів здавна було частиною західноєвропейської кухні. Його додавали в супи, використовували як гарнір або їли у вигляді каші.
У 1620 році страва дісталася до Франції.
Так чи інакше, з часом пасту почали готувати з зацукрованих каштанів, і страва стала десертною.
Спочатку викладена «локшиною» каштанова паста називалася просто «вермішель з каштанової пасти», «каштанова вермішель», подавалася без збитих вершків і не викликала асоціацій з гірською вершиною. Але вже в середині XIX століття є згадки цієї страви зі збитими вершками як «десерт Монблан». Його подавали в паризькій «Цукерні месьє Десса» на вулиці Шуазьйоль.
Відтоді починається поширення цього десерту під назвами «каштановий смолоскип» (фр. torche aux marrons), «каштановий Монблан» (фр. Mont-Blanc aux marrons).
У 1903 році цей десерт бере на озброєння засновник чайного ресторану «Анжеліна» на вулиці Ріволі Антуан Румпельмайер. «Монблан» стає візитною карткою цього закладу і незабаром набуває більшої популярності в Парижі.
Слава про десерті розлітається по інших країнах; зокрема, кондитер з Японії Тімао Сакота під враженням від «Монблану» в «Анджеліні» засновує в Токіо в 1933 році власне кафе, центральним стравою якого стає цей десерт, і навіть дає закладу однойменну назву — モ ン ブ ラ ン. Японський варіант приготування страви дещо відрізнявся від французького, оскільки власник кафе використовував як сировину карамелізовані японські каштани, через що колір пасти виходив яскраво-жовтим.